# دينت دي فاوليون
دينت دي فاوليون (بالإنجليزية: Dent de Vaulion)‏ هو أحد جبال سلسلة جورا ويقع في كانتون فود في سويسرا. يحتل المرتبة رقم 418 في قائمة جبال سويسرا من حيث الارتفاع، إذ يبلغ ارتفاعه حوالي 1483 متر، بينما يبلغ ارتفاع نتوء الجبل 339 متر.